# 5834 Kasai
5834 Kasai è un asteroide della fascia principale. Scoperto nel 1992, presenta un'orbita caratterizzata da un semiasse maggiore pari a 2,8935266 au e da un'eccentricità di 0,0988176, inclinata di 10,33171° rispetto all'eclittica.